# سك جيمة
سُكّ جيمة (جوهرة) أو عنكبوت ذو وجه القط (الاسم العلمي Araneus gemma)، نوع عناكب من جنس سك وينتمي إلى فصيلة العنكبوت الغازل المداري. موطنه غرب والولايات المتحدة الأمريكية وكندا.